# 경주 삼랑사지 당간지주
경주 삼랑사지 당간지주(慶州 三郞寺址 幢竿支柱)는 대한민국 경상북도 경주시에 있는 통일신라 시대의 당간지주이다. 1963년 1월 21일 대한민국의 보물 제127호로 지정되었다.

## 개요
절에 행사가 있을 때 절 입구에 당(幢)이라는 깃발을 달아두는데 이 깃발을 달아두는 장대를 당간(幢竿)이라 하며, 장대를 양쪽에서 지탱해 주는 두 기둥을 당간지주라 한다. 
삼랑사터에 남아 있는 이 당간지주는 서로 멀리 떨어져 세워져 있어 두 기둥 가운데 하나만 원래의 자리에 남아있는 듯하다. 마주 보는 면의 바깥 면에 세로줄무늬를 도드라지게 새겼고, 꼭대기는 바깥쪽으로 곡선을 그리며 둥글게 내려가다가 한 단의 굴곡을 이루어 통일신라의 일반적인 모습을 보여주고 있다. 또한 중앙부분만 파여져 전체적으로 가늘어져 있다. 지주 안쪽 면에는 당간을 고정시키기 위한 홈을 아래위 두 군데에 파놓았다.
각 변의 길이가 적당하고, 높이와도 잘 조화되어 통일신라의 양식을 잘 따르고 있으면서도 중앙부분의 두께를 얇게 하는 등 장식에 신경을 쓰고 있다.

## 같이 보기
- 삼랑사

## 참고 자료
- 경주 삼랑사지 당간지주 - 국가유산청 국가유산포털